# Bürgerspitalskirche (Enns)

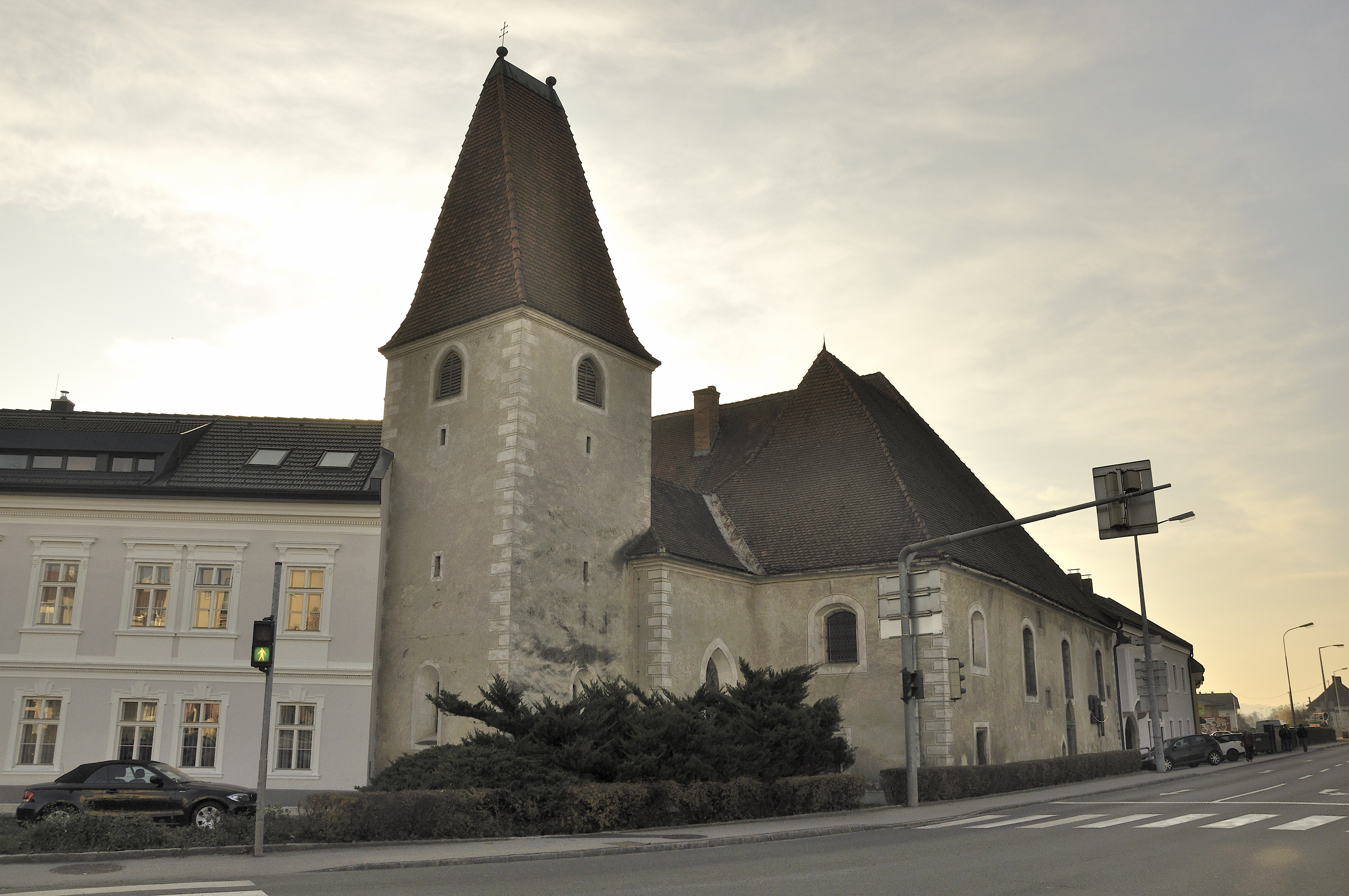
Enns, Bürgerspital und Kirche

Die Ennser Bürgerspitalskirche, auch Elisabethkirche, ist der Kirchenbau des mittelalterlichen Bürgerspitals in Enns in Oberösterreich und steht unter Denkmalschutz (Listeneintrag).

## Geschichte

### Geschichte des Bürgerspitals
Das Ennser Bürgerspital wurde um 1300 als Sozialeinrichtung zur Versorgung alter und hilflos gewordener Bürger sowie von Bedürftigen aus der weiteren Bevölkerung gegründet. Die erste urkundliche Erwähnung stammt aus dem Jahr 1328, als Elisabeth von Aragón, die Gemahlin Friedrichs des Schönen, das Spital bestiftet. Eine im Jahr 1544 am Spital angebrachte Inschrift bezeichnet die 1313 verstorbene Elisabeth von Görz und Tirol, die Witwe Albrechts I., als Donatorin des Spitals. Die oft als Gründungsdatum angegebene Stiftung des Jahres 1319 ging hingegen an die Siechen, die ursprünglich wohl in einem eigenen Trakt des Bürgerspitals, dem sogenannten „Kopperl“, wohnten, organisatorisch aber vom Spital unabhängig waren. Die Siechen (kranke und verwaiste Personen) besaßen eigenes Vermögen und eigene Renten, der sie betreffende Schriftverkehr wurde vom Stadtrichter und einem Ratsbürger besiegelt.
Die wirtschaftliche Grundlage für den Betrieb des Bürgerspitals bildete eine eigene Grundherrschaft. Dazu gehörten der anliegende Meierhof, die Schiffmühle und die Kalkbrennöfen in Enns, eine Mühle in St. Valentin, Weingärten in der Wachau und ein Lesehof in Weißenkirchen. Dazu kamen Bauernhöfe und Sölden in Enns, St. Florian, St. Valentin, Hargelsberg, Ansfelden, Hörsching, Ebelsberg, Dietach, Niederneukirchen, Kronstorf und Thalheim bei Wels.
Die wirtschaftliche Leitung des Spitals hatte üblicherweise ein Mitglied des inneren Rates der Stadt inne. Im 15. Jahrhundert gab es jedoch auch zwei weibliche Spitalmeisterinnen. Die Witwe Affra Kellner war zumindest von 1438 bis 1445 Spitalmeisterin. Kellners verheiratete Tochter Martha Perausch ist urkundlich von 1462 bis 1492 als Spitalmeisterin bezeugt.
Das Bürgerspital trug am 23. Oktober 1741 mit einem Darlehen von 1000 Gulden zum Wiederaufbau der Ennsbrücke bei, die 1741 während der Belagerung durch kurbayrisch-französische Truppen im Zuge des Österreichischen Erbfolgekrieges zerstört worden war.

### Weitere Spitäler in Enns

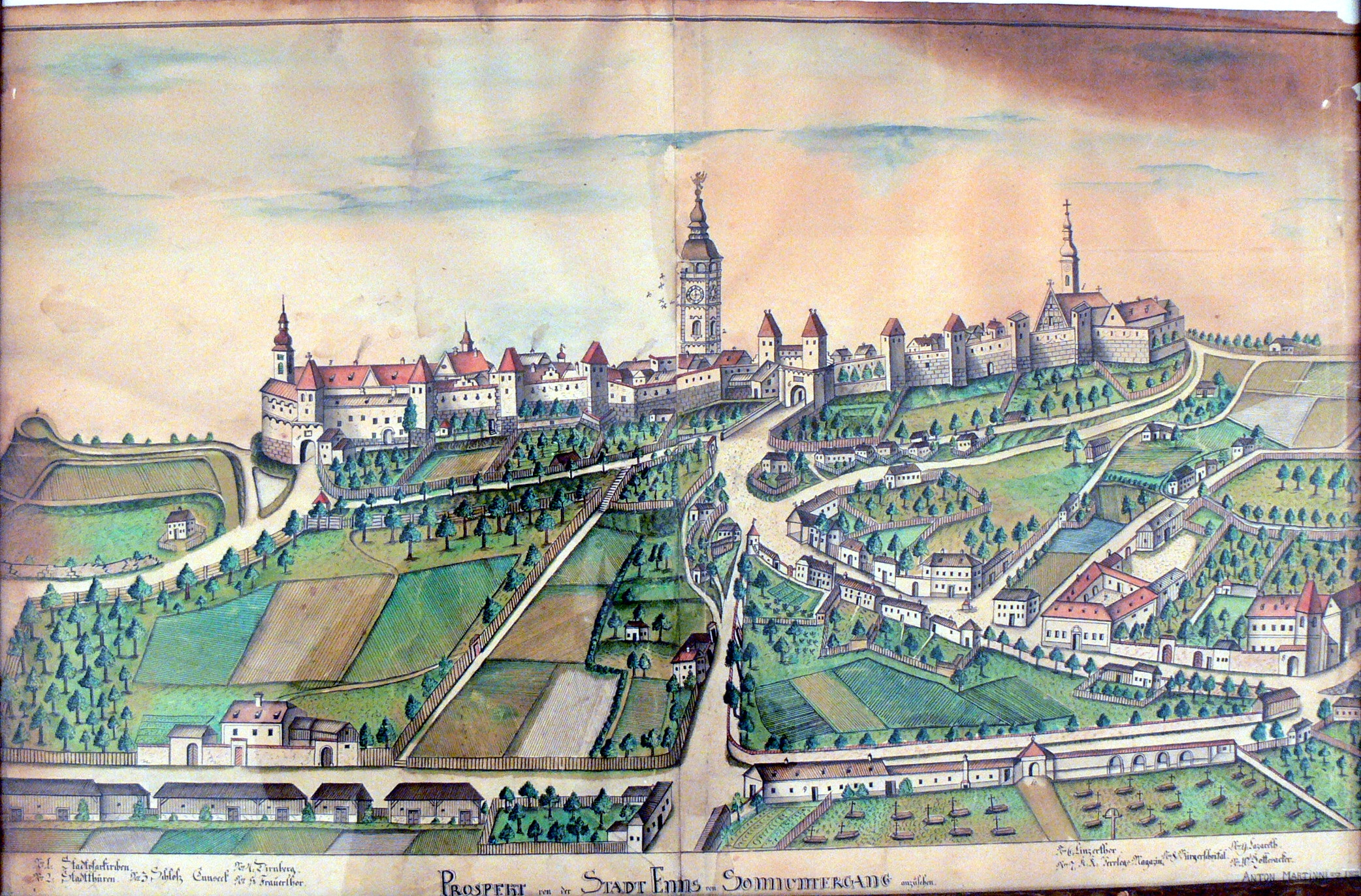
Zeichnung von Anton Martinni, 1828: Die Bürgerspitalkirche ist am rechten Bildrand zu sehen. Der Vierkanter auf dem Weg zur Stadt ist das Bruderhaus. Das Lazarett mit dem Torturm und dem Arkadentrakt liegt in der rechten Hälfte des unteren Bildrandes, an der nördlichen Stadtmauer die Johanniter-Kapelle.

Neben dem Bürgerspital zur Versorgung alter und hilfloser Bürger gab es in Enns noch weitere Versorgungseinrichtungen:
- ⊙ Im Johanniter-Turm scheinen im 14. Jahrhundert vorwiegend Personen ärmerer Schichten Aufnahme gefunden haben. In der 11 Meter hohen Johanniter-Kapelle dürfte auf halber Höhe eine Decke eingezogen gewesen sein, sodass die hier gepflegten Kranken gleichsam in der Kapelle zu liegen kamen. Als die Johanniter 1390 Enns verließen, wurde der ursprünglich freistehende Turm in die Stadtbefestigung eingebunden und das Frauentor daran angebaut.[8]
- ⊙ Im Bruderhaus konnten nach einem Neubau im Jahr 1561 offenbar 18 Personen aufgenommen werden. Bis zur Aufhebung des Bruderhauses durch Kaiser Joseph II. wurden dort Durchreisende und Pilger untergebracht.
- ⊙ Das Lazarett wurde Mitte des 16. Jahrhunderts als Krankenhaus errichtet und besteht heute noch als neunachsiges, einstöckiges Gebäude an der Stadlstraße. Der Torturm, der einen Arkadentrakt vom Krankengebäude trennt, wurde vermutlich 1663 errichtet und besaß im Obergeschoß eine Barbarakapelle. Ein Teil des Gartens diente als Stadtfriedhof, bis dieser 1876 zur Basilika Enns-Lorch verlegt wurde.[9] Auf dem Areal des Lazaretts befindet sich heute die Rehaklinik Enns.
- ⊙ Die Existenz eines im Mittelalter weiter stadtauswärts gelegenen Siechenhauses an der Landstraße 2 ist nach heutigem Forschungsstand umstritten.[9]
- Das Spital in der Ortschaft Kristein stiftete Wolf Wilhelm von Volkenstorf kurz vor seinem Ableben im Jahr 1616.[10]
- Das Spital in Lerchental (Steyrer Straße 3) wurde von Dechant Alexander Engl von Wagrein gestiftet und war von 1763 bis 1807 in Betrieb.[10]

### Geschichte der Spitalskirche
Die Spitalskapelle wurde der Landgräfin Elisabeth von Thüringen geweiht, die 1235 aufgrund ihrer Krankenheilungen heiliggesprochenen wurde.
Die Kirche wurde 1973/1974 restauriert und dient seither dem evangelischen Gottesdienst. Eine weitere Restaurierung erfolgte 2018.

## Architektur
Das Bautenensemble, das westlich des mittelalterlichen Altstadtkerns von Enns gelegen ist, besteht aus der Spitalskirche, dem westlichen Spitalstrakt und aus dem im Kern spätromanischen Ostturm, der ein gotisches Steilwalmdach besitzt.
Die Spitalskirche wurde ursprünglich als einfacher dreijochiger Saalbau mit eingezogenen Strebepfeilern errichtet. Die Kirche erfuhr im mittleren 18. Jahrhundert ihre Einwölbung durch Kuppelsegmente. Aus dieser Zeit stammt auch ihre vorhandene liturgische Ausstattung mit Altar und Kanzel im Rokokostil. Das zugehörige Altarblatt wurde 1860 von Adolf Stanzl geschaffen.
Der Turmraum enthält Wandgemälde des späten 13. Jahrhunderts, am Gewölbe Medaillons von Christus und den vier Evangelisten, seitlich die Figuren von Johannes dem Täufer und der heiligen Elisabeth.